# Sarah Brandner
Sarah Brandner (* 11. Dezember 1988 in München) ist ein deutsches Model sowie Modedesignerin und Schauspielerin.

## Leben
Sarah Brandner modelte seit ihrem 14. Lebensjahr. Sie besuchte bis zur 11. Klasse das Luitpold-Gymnasium und wechselte dann ans Obermenzinger Gymnasium, an dem sie 2010 ihr Abitur in den Leistungskursfächern Mathematik und Wirtschaft ablegte. Anschließend begann sie ein Studium der Soziologie und der Kunstgeschichte an der Ludwig-Maximilians-Universität München, das sie jedoch zugunsten ihrer Karriere als Model abbrach.
Insbesondere durch ihre Beziehung zu dem Fußballspieler Bastian Schweinsteiger erlangte Brandner nationale und internationale Aufmerksamkeit. Sie war von Juni 2007 bis September 2014 mit Schweinsteiger liiert. Durch die Aufmerksamkeit, die insbesondere um die Fußball-Europameisterschaft 2008 entstand, konnte sie sich als Model für größere Kampagnen etablieren. Anlässlich der Fußball-Weltmeisterschaft 2010 erschienen Bodypainting-Aufnahmen von ihr in der jährlichen Swimsuit-Ausgabe des US-amerikanischen Magazins Sports Illustrated. Bei der Wahl „Sexiest Woman 2011“ des deutschen Männermagazins FHM erreichte sie Platz vier. Im Jahr 2011 zeigte sie sich für Unilevers Deo-Marke Axe in einem Adventskalender mit erotischen Aufnahmen.
2012 und 2013 war sie in der Jury der im NDR Fernsehen ausgestrahlten Neuauflage der Fernsehshow Dalli Dalli zu sehen. Daneben spielte sie auch in kleineren Rollen im Fernsehfilm Bella Australia und in der von Til Schweiger inszenierten Kinokomödie Kokowääh 2 mit. Seit Juni 2014 entwirft sie Taschen für Lili Radu, die sie u. a. auf der New York Fashion Week präsentierte.

## Filmografie
- 2012: Bella Australia
- 2012: Der Doc und die Hexe
- 2013: Kokowääh 2
- 2014: Soko 5113
- 2014: Die Familiendetektivin
- 2014: Irre sind männlich[10]
- 2017: Von Erholung war nie die Rede
- 2018: Frühling – Mehr als Freunde
- 2018: Frühling – Am Ende des Sommers